# Carmen de Areco
Carmen de Areco es la ciudad cabecera del partido homónimo, provincia de Buenos Aires, República Argentina.
Se encuentra en el km 139 de la RN 7.

## Historia
- 1779: el virrey Juan José de Vértiz y Salcedo ordenó al teniente coronel Francisco Bergezé de Ducás un relevamiento de la zona del río Salado para ampliar la línea de frontera con los aborígenes. El militar consideró además mejorar las condiciones de los sitios de defensa establecidos.
- 1 de enero de 1780: Juan José Sardén fundó el "Fuerte y Pueblo de San Claudio de Areco".
- 26 de septiembre de 1812: se creó el Partido de Carmen de Areco.
- 1857 se cambió el nombre del pueblo por el de "Carmen de Areco".
- 1864, se creó el Municipio por Ley N.º 422 del 24 de octubre, la cual se promulgó el 25 de octubre
- 1888, a las 3.20 del 5 de junio último cimbronazo del terremoto del Río de la Plata de 1888[1]

- 1906, llegó el ferrocarril de la Compañía General de Ferrocarriles en la Provincia de Buenos Aires
- 1907, se construyó la estación de ferrocarril Carmen de Areco, del Ferrocarril Central de Buenos Aires
- 22 de enero de 1908, comenzó el paso de trenes de pasajeros.
- 2012 la ciudad cumple 200 años de su creación.

## Red Caminera
• RN 7
• Rutas Provinciales RP 51, RP 31, y RP 38

## Turismo
- Río Areco: ofrece sus márgenes arbolados y la posibilidad de practicar deportes náuticos y pesca.
- Desde hace más de 30 años, funciona el Balneario Camping Municipal Carmen de Areco, sobre la costa del Río Areco. Fue inaugurado en el marco del 171 aniversario del partido de Carmen de Areco y desde entonces fue considerado una de las atracciones al aire libre más importantes para la ciudad, especialmente en temporada de verano. Diez hectáreas de espacio natural rodeado de verde con cómodas instalaciones. Cuenta con parcelas y fogones para hacer camping, parrillas y parasoles para pasar el día, proveeduría, restaurante y sanitarios con duchas.  También ofrece un circuito de salud y recreación: canchas deportivas para fútbol y voleibol, piletas con agua salada, juegos infantiles y gimnasio a cielo abierto. En el anfiteatro con vista al río hay actividades recreativas y culturales. Está permitida la pesca y para eso cuenta con muelle.
- El Cine Teatro Italia es otro de sus atractivos. El teatro en primer lugar y el cine luego, fueron producto del trabajo realizado por la Sociedad Italiana de Socorros mutuos creada el 1 de septiembre de 1873 por vecinos carmeños inmigrantes italianos. Esta Sociedad, al igual que otras tantas de fines de siglo XIX, formó parte de la vida social de los contingentes de inmigrantes conformando así espacios de interacción en donde se recordaban costumbres y tradiciones de sus países de origen como así también se generaba un ámbito de contención para nuevas oleadas migratorias que arribaban a Carmen de Areco. El edificio data de fines del siglo XIX y fue sufriendo modificaciones a lo largo del siglo con la incorporación de proyectores de cine, la reducción de los palcos y remodelación de butacas. En 2016 se estrenó aquí el primer largometraje de producción local: "El misterio del Carmelito", una película del género docuficción que trata sobre el mito de una criatura que habita las aguas del río Areco.
- Monasterio San Pablo de la Cruz: cuenta con alojamiento, campamentos, eventos culturales y ceremonias religiosas.
- Cada año en el mes de diciembre se festeja la "Fiesta Nacional del Pastel" en la localidad de Gouin, Partido de Carmen de Areco.
- La ciudad cuenta con dos localidades que en su momento fueron visitadas por el tren, estamos hablando de Gouin, declarado Pueblo Rural y Turístico de la Provincia de Buenos Aires, y la localidad de Tres Sargentos, cuna de grandes jugadores de fútbol como Mariano Pavone y José Basanta.
- Torre del Silencio: La tumba a la que nadie puede ingresar por temor a una maldición.
- El cementerio municipal cuenta con varios monumentos destacados entre los que se destaca la Torre del Silencio. La Torre fue construida por Pascual Barbella en el año 1941. Perteneció a un matrimonio de italianos, a la familia Percivaldi. Sus hijos vivieron donde ahora se encuentra el edificio del Colegio Siglo XXI, junto a la casa de la familia Truzzi. Se cree que es una copia de otra similar, que existe en Italia. Posee un escudo heráldico como símbolo de nobleza, que contiene dos serpientes-dragones, y uno de ellos devora a un hombre. Las balas, aparentemente, son torpedos alemanes, fabricados para la Primera Guerra Mundial. Según cuenta la leyenda, el matrimonio, era adepto al juego de naipes, y poseían sus féretros en vida, ellos mismos los habían enviado a construir, para comprender y admitir su mortalidad, y los pasos hacia su muerte. A pedido de la pareja, al morir, se colocó un mazo de cartas sobre el altar de la torre, imágenes del matrimonio, y la llave de la puerta, de su nueva morada, fue arrojada dentro de la misma.

## Demografía
Cuenta con 12,775 habitantes (Indec, 2010), lo que representa un incremento del 6,4% frente a los 12,008 habitantes (Indec, 2001) del censo anterior.
| Gráfica de evolución demográfica de Carmen de Areco entre 1869 y 2010 |
|                                                                       |
| Fuentes: INDEC                                                        |

## Imágenes

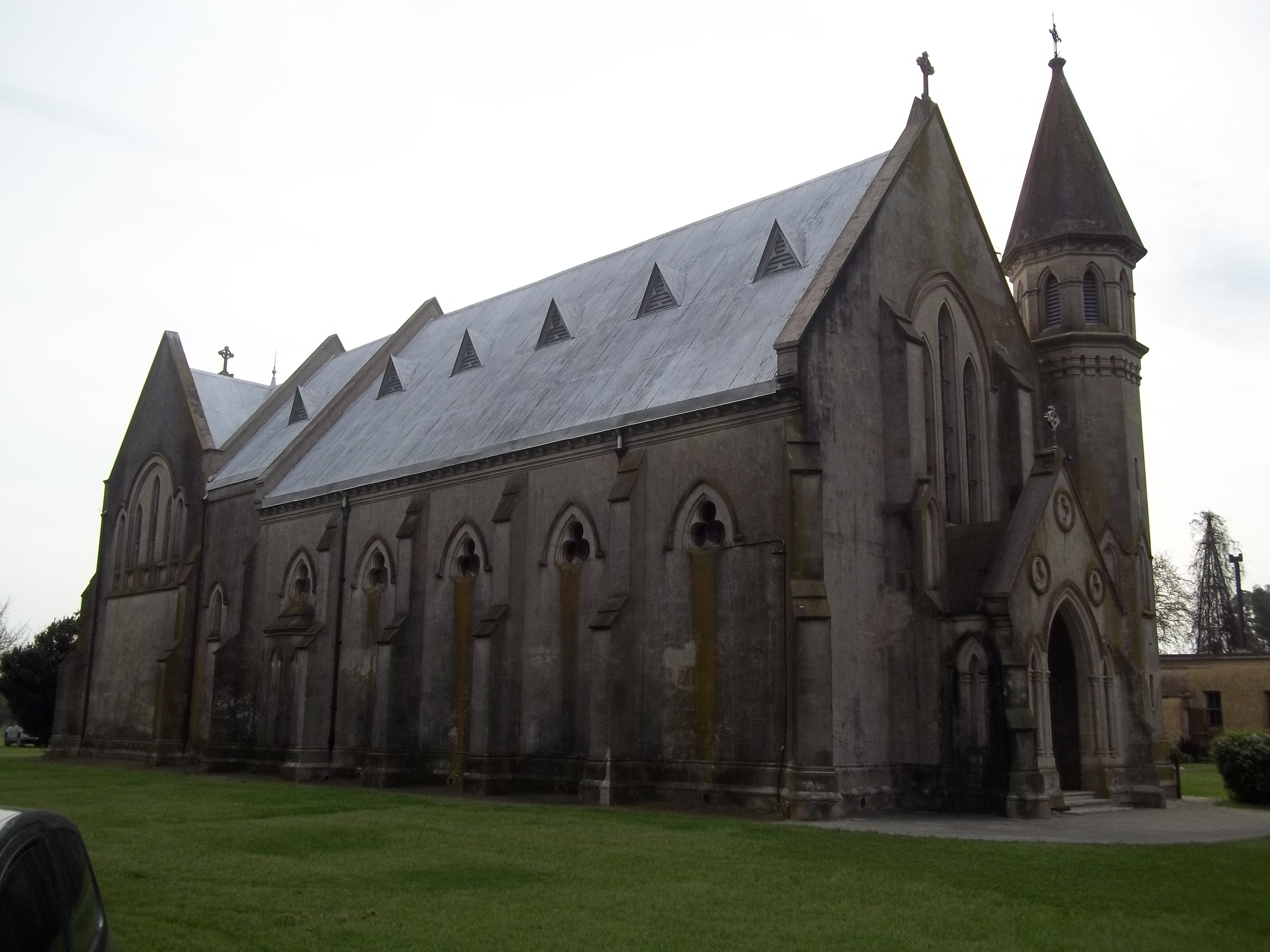
Conjunto Monasterio de San Pablo e Iglesia de San Patricio
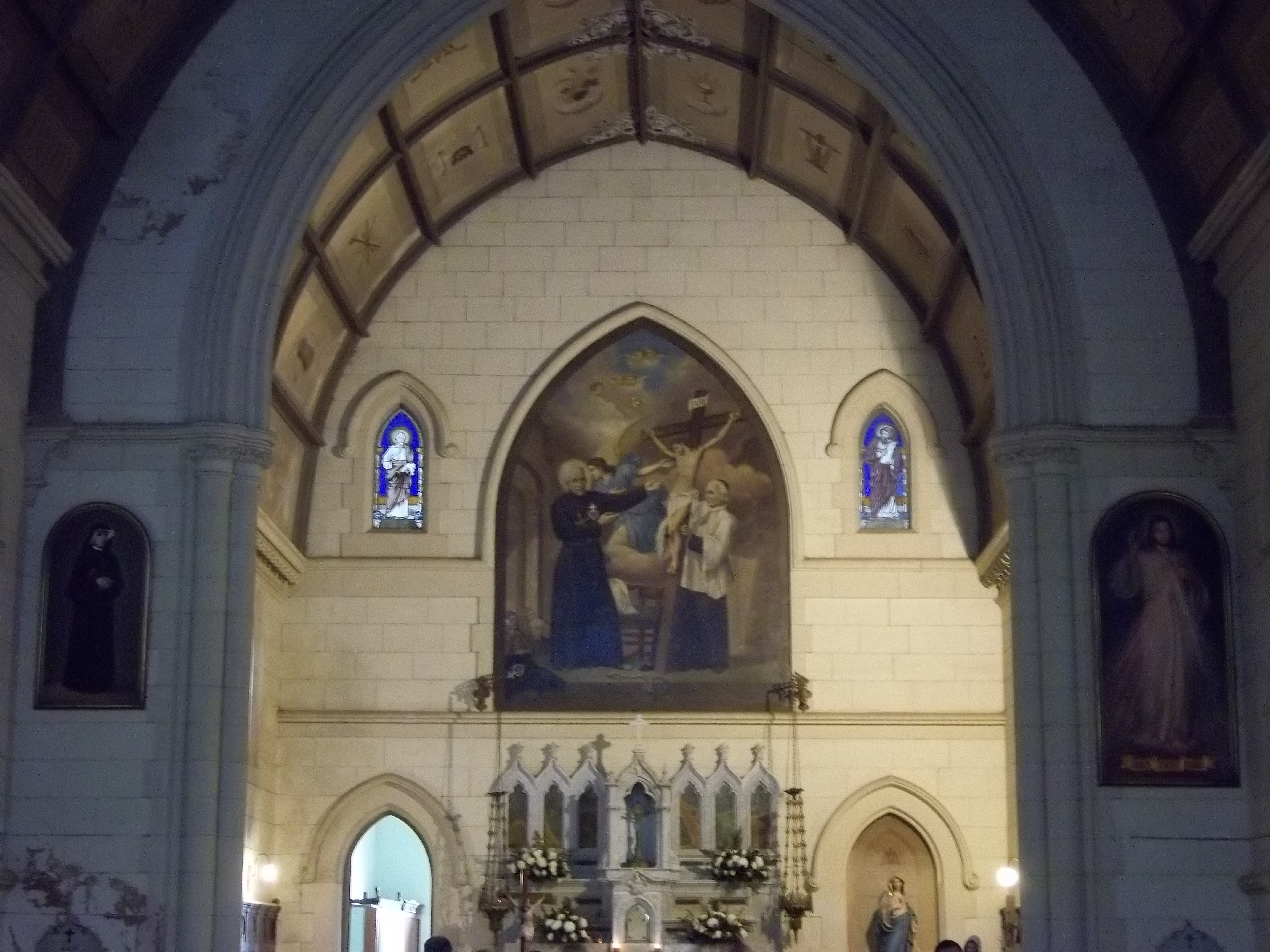
Conjunto Monasterio de San Pablo e Iglesia de San Patricio
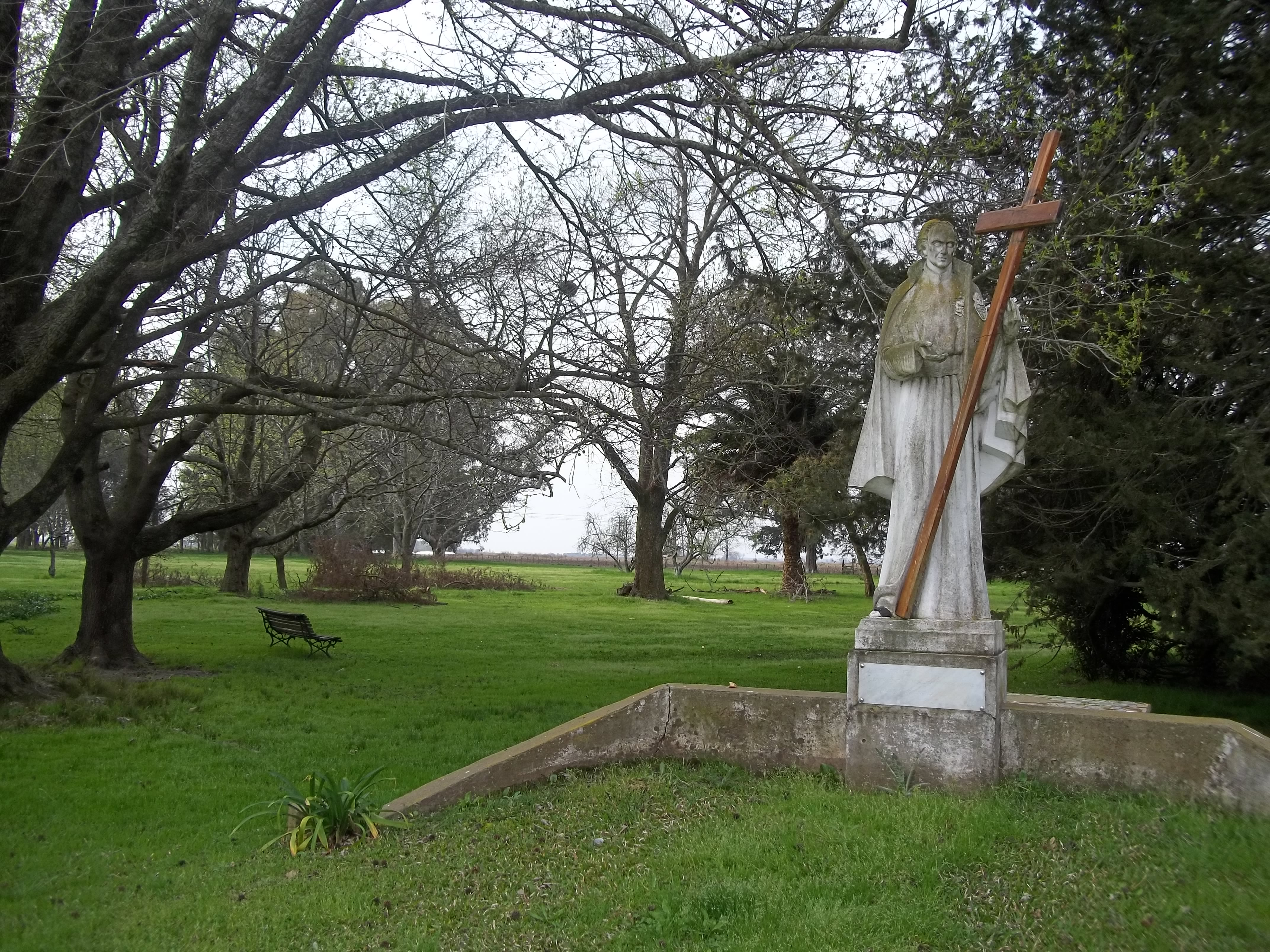
Conjunto Monasterio de San Pablo e Iglesia de San Patricio

## Parroquias de la Iglesia católica en Carmen de Areco
| Arquidiócesis | Mercedes-Luján                     |
| ------------- | ---------------------------------- |
| Parroquia     | Nuestra Señora del Carmen de Areco |